# Viola von Bethusy-Huc
Viola Marie Sibylle Gräfin von Bethusy-Huc (* 23. September 1927 in Bankau, Provinz Oberschlesien; † 28. April 2010 in Münster) war eine deutsche Politikwissenschaftlerin.

## Leben
Viola ist die jüngste Tochter des Grafen Otto von Bethusy-Huc (* 1898; † 1929) und der Sibylle von Gersdorff, Tochter der Elisabeth Loimann und des Egon von Gersdorff, Generalleutnant. Sibylle von Bethusy-Huc heiratete in zweiter Ehe 1935 den Gutsherrn Siegfried von Woyrsch-Pilsnitz. Viola hatte zwei Schwestern, ihre Schwester Britta war in die USA ausgewandert.
Nach der Flucht aus ihrer schlesischen Heimat studierte sie zunächst Medizin, später Volkswirtschaft in Hamburg, Bonn und Gießen. 1958 wurde sie an der Universität Bonn mit einer Arbeit über Die soziologische Struktur deutscher Parlamente promoviert. Nach der Habilitation hatte sie von 1970 bis 1980 den Lehrstuhl für Politikwissenschaft II an der Pädagogischen Hochschule in Münster und nach deren Auflösung von 1980 bis 1992 an der Westfälischen Wilhelms-Universität. Sie veröffentlichte zahlreiche Bücher zu sozialpolitischen Fragen.
Von 1993 an lebte sie in einem Seniorenstift. 2003 rief sie zur Betreuung altersverwirrter Menschen die Viola Gräfin von Bethusy-Huc Stiftung ins Leben.
Für ihre Leistungen im wissenschaftlichen Bereich wurde sie 1992 mit dem Bundesverdienstkreuz am Bande ausgezeichnet. Im April 2010 wurde sie für ihre Verdienste im sozialen Bereich mit dem Verdienstkreuz 1. Klasse geehrt.

## Werke (Auswahl)
- Demokratie und Interessenpolitik. Steiner, Wiesbaden 1962.
- Das politische Kräftespiel in der Bundesrepublik. Steiner, Wiesbaden 1965.
- Das Sozialleistungssystem der Bundesrepublik Deutschland. Mohr, Tübingen 1965 (2. Aufl. 1976, ISBN 3-16-338632-6).
- Sozialpolitische Alternativen. Neske, Pfullingen 1968.
- (als Mitautorin): Warnfried Dettling (Hrsg.): Macht der Verbände – Ohnmacht der Demokratie? Beiträge zur Theorie und Politik der Verbände. Olzog, München 1976, ISBN 3-7892-9802-6.
- Familienpolitik. Aktuelle Bestandsaufnahme der familienpolitischen Leistungen und Reformvorschläge. Mohr, Tübingen 1987, ISBN 3-16-345225-6.
- (als Mitautorin): Jürgen Bellers (Hrsg.): Sozialwissenschaften in Münster. Lit, Münster 1989, ISBN 3-88660-433-0.
- (als Hrsg.): Zwischenzeit. Damals 1945. Sonderpunkt-Verlag, Münster 2005, ISBN 3-938329-02-5.

## Genealogie
- Gothaisches Genealogisches Taschenbuch der Gräflichen Häuser. Zugleich Adelsmatrikel der D.A.G. Teil B (Briefadel). 1941. 114. Jahrgang, Justus Perthes, Gotha 1940, S. 56–57.
- Hans Friedrich von Ehrenkrook, Jürgen von Flotow, Friedrich Wilhelm Euler: Genealogisches Handbuch der Gräflichen Häuser. B (Briefadel). 1953. Band I, Band 6 der Gesamtreihe GHdA. Hrsg. Deutsches Adelsarchiv, Glücksburg (Ostsee) 1953, S. 37–40.